# خوزه ساکریستان
خوزه ساکریستان (اسپانیایی: José Sacristán‎؛ زادهٔ ۲۷ سپتامبر ۱۹۳۷) بازیگر اهل اسپانیا است.
از فیلم‌هایی که وی در آنها نقش داشته‌است می‌توان به مادرید، ۱۹۸۷، همگی به‌سوی زندان، سفر به هیچ‌کجا، بسترهای بی‌بندوبار، بیمارستان مرکزی، چاقوکش‌ها، تورو، کندو، ابله تمام‌عیار، دختر جادویی، صحبت از فرشتگان و مردی که می‌خواست خود را بکشد اشاره کرد.